# Helicobacter suis
Helicobacter suis é uma espécie de bactéria que infecta o revestimento mucoso do estômago do porco.